# Kính viễn vọng Canada – Pháp – Hawaii

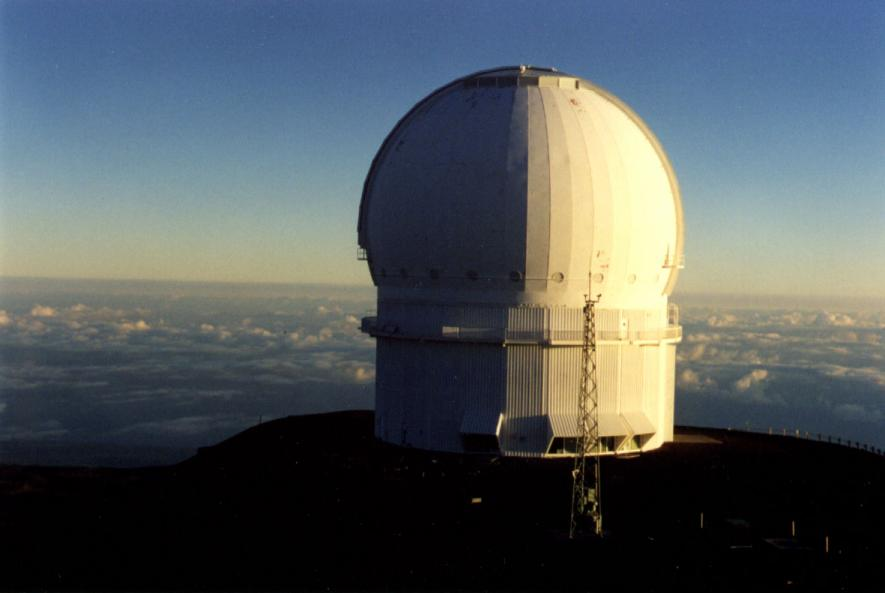
CFHT vào buổi sáng.

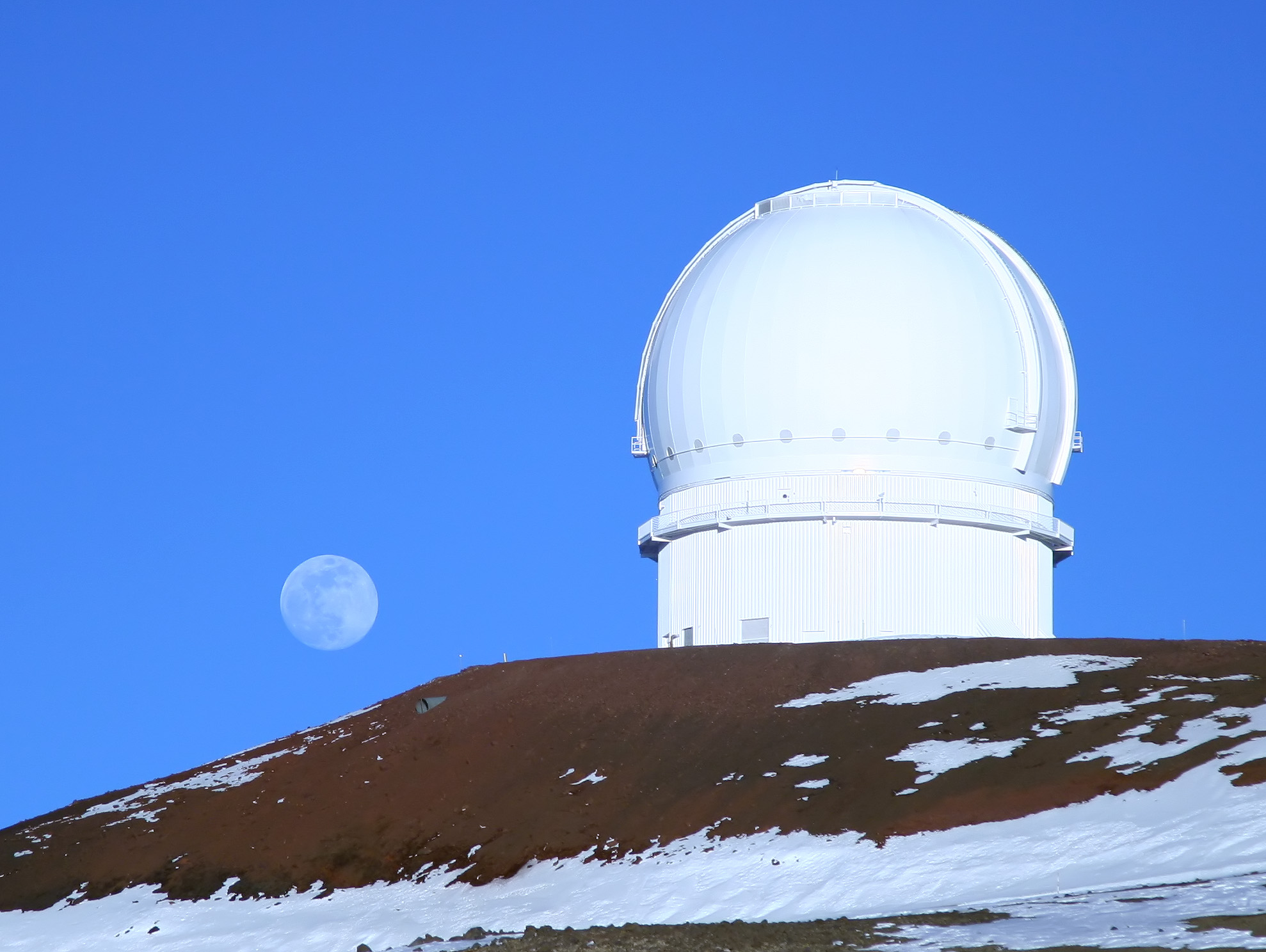
CFHT vào buổi chiều.

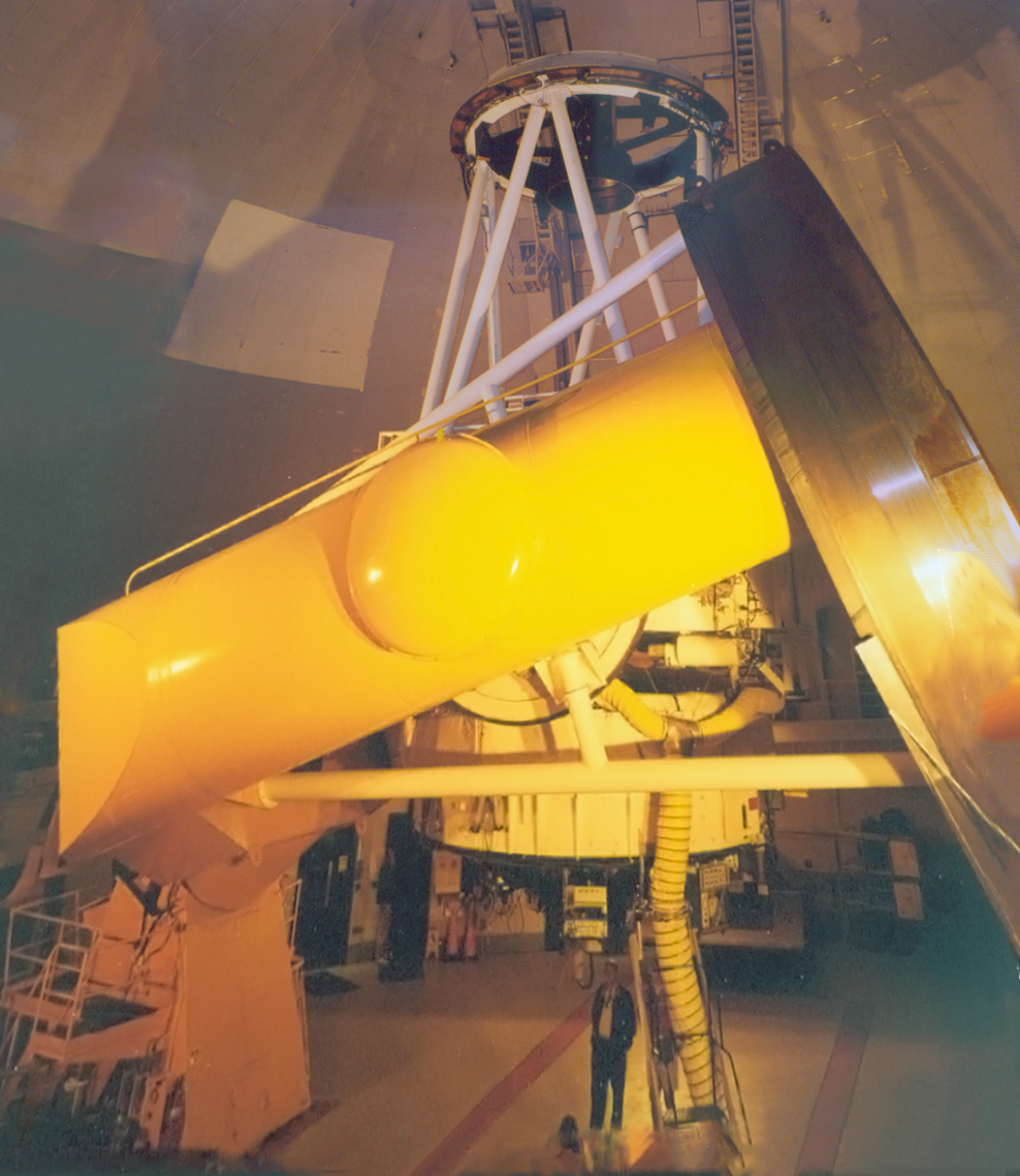
Kính viễn vọng vào tháng 8 năm 2002

Kính viễn vọng Canada–France–Hawaii (hay Kính viễn vọng Canada–Pháp–Hawaii, hay CFHT) được tọa lạc gần đỉnh núi Mauna Kea ở Đảo Hawaii thuộc Hawaii, có độ cao 4,204 mét và là một trong những đài quan sát thuộc Đài quan sát Mauna Kea. Hoạt động từ năm 1979, kính viễn vọng có khẩu độ sử dụng là 3,58 mét.
Đây là một sự hợp tác bởi thỏa thuận ba bên, gồm Đại học Hawaii, Hội đồng nghiên cứu quốc gia ở Canada và Centre National de la Recherche Scientifique (CNRS) ở Pháp. CFHT cũng có quan hệ đối tác với Đài quan sát thiên văn quốc gia Trung Hoa (NAOC), Viện Thiên văn học và Vật lý thiên văn của Học viện Sinica (ASIAA) ở Đài Loan, Laboratório Nacional de Astrofisica (LNA) ở Brazil và Viện Khoa học Thiên văn và Vũ trụ Hàn Quốc (KASI) ở Hàn Quốc. Sự đóng góp của các đối tác gây quỹ CFHT nhằm trang bị các thiết bị trong tương lai. Gần đây, CFHT cho phép các nhà thiên văn từ bảy quốc gia đối tác sử dụng nó. Các nhà thiên văn học từ Liên minh Châu Âu cũng có thể gởi đề nghị qua Mạng lưới điều phối hồng ngoại cho Thiên văn học (OPTICON) thông qua chương trình.
CFHT hiện đang khai thác bốn công cụ:
- MegaCam,[2] một trường nhìn rộng có độ phân giải cao với tổng cộng 36 thiết bị tích điện kép (CCD) và cho hình ảnh lên tới 340 megapixel.
- WIRCam,[3] một hệ hồng ngoại bởi tổng cộng 4 thiết bị dò 16 megapixel, được tối ưu hóa cho quang phổ J, H và K.[4]
- ESPaDOnS,[5] một máy quang phổ echelle/phổ kế phân cự.
- PUEO/KIR,[6][7] một bonette thích ứng quang học được sử dụng kết hợp với KIR, cho độ phân giải cao 1024 × 1024 gần camera cận hồng ngoại với độ nhạy cảm bức xạ từ 0,7 đến 2,5 µm.

Những thiết bị tương lai cho CFHT đã được lên kế hoạch bao gồm SITELLE, một máy quang phổ biến đổi ôm nhiệt (fourier) và SPIRou, phổ kế phân cự cận hồng ngoại. Một dự án cũng đang được tiến hành để tân trang một số ống kính quang học của MegaCam.
CFHT hợp tác với Coelum Astronomia để duy trì một trang web được gọi là "Hawaiian Starlight" (Ánh sáng sao Hawaii), trong đó cung cấp các phiên bản hình ảnh chất lượng cực kỳ cao trong các định dạng khác nhau, kể cả hình ảnh để làm lịch hằng năm.